# پستوفو
شهر پستوفو (به روسی: Пестово) در کشور روسیه و در اوبلاست نووگورود واقع شده‌است.